# كلفن ماسو
كلفن ماسو (بالإنجليزية: Kelvin Masoe) هو منافس ألعاب قوى ساموي، ولد في 4 مارس 1999 في Satuiatua ‏ في ساموا.

## وصلات خارجية
- كلفن ماسو على موقع الاتحاد الدولي لألعاب القوى (الإنجليزية)